# Players
Players – minialbum amerykańskiego rapera Too Shorta wydany w 1985 roku.

## Lista utworów
1. Players
2. From Here to New York
3. Don't Ever Stop
4. Wild, Wild West
5. Everytime
6. Dance (Don't Geek)
7. Coke Dealers